# Casa de Quincanga
A Casa de Quincanga (Kinkanga) ou Sundi foi uma casa real (canda) do Reino do Congo, governando o país de 1622 á 1626. Foi uma das casas reais congolesas que governou por menos tempo, tendo apenas dois soberanos; Pedro II e Garcia I. Mesmo com seu curto governo, em seu reinado houve guerras com portugueses, holandeses e outros povos vizinhos. 

## História

### Eleição
Desde 1567 o reino era governado pela Casa de Coulo. Em 1622, com a morte de Álvaro III, o trono se encontrou vago já que os filhos do falecido monarca não tinham idade suficiente para serem nomeados reis. Com isso, o conselho real elegeu Pedro, duque de Sundi como novo rei. Em documentos portugueses a dinastia é denominada Sundi devido ao nome da província governada por Pedro. 

### Conflitos com Portugal
Com a subida ao trono da Casa de Quincanga, se iniciaram novos conflitos na relação do Congo com Portugal. Muitos deles eram relacionados à escravidão e religiosidade. O governador de Luanda alegava que o rei Pedro II, ainda como duque, teria dado asilo á escravos fugitivos de assentamentos portugueses. O governador ainda alegou que não reconhecia a legitimidade da nova casa, coisa que resultou numa invasão e na Batalha de Ambandi Cassi, vencida pelos congoleses. 

### Relações com a Holanda
Após a desastrosa e humilhante derrota dos portugueses, os mesmos buscaram e firmaram a paz com a Casa de Quincanga. Pouco tempo depois o rei buscaria apoio dos holandeses para expulsar os portugueses da região, coisa que resultaria em mais conflitos com ambos reinos. 

### Queda e Posterioridade
O rei Garcia I subiu ao trono em 1624. Entretanto o soberano foi deposto pelo duque de Ambamba, Manuel Jordão em 1626. Logo após este ocorrido o ex-monarca fugiu para Soio, onde recebeu apoio dos condes. Anos depois os condes de Soio declarariam vinculo com os Quincangas e direitos ao trono devido á casamentos e alianças, coisa que resultaria na independência do condado em 1645. Os Quincangas ainda sobreviveriam na nobreza congolesa até 1678, durante a guerra civil, onde seus últimos integrantes foram mortos ou se uniram a outras casas. 

## Reis
- Pedro II
- Garcia I